# Spencer (West Virginia)
Spencer is een plaats (city) in de Amerikaanse staat West Virginia, en valt bestuurlijk gezien onder Roane County.

## Demografie
Bij de volkstelling in 2000 werd het aantal inwoners vastgesteld op 2352.
In 2006 is het aantal inwoners door het United States Census Bureau geschat op 2255, een daling van 97 (-4.1%).

## Geografie
Volgens het United States Census Bureau beslaat de plaats een oppervlakte van
3,2 km², waarvan 3,1 km² land en 0,1 km² water. Spencer ligt op ongeveer 253 m boven zeeniveau.

## Plaatsen in de nabije omgeving
De onderstaande figuur toont nabijgelegen plaatsen in een straal van 36 km rond Spencer.